# Yanis Lenne
Yanis Lenne (* 29. Juni 1996 in Colmar) ist ein französischer Handballspieler. 

## Karriere

### Verein
Yanis Lenne lernte das Handballspielen bei Sélestat AHB. Für Sélestat bestritt der 1,87 m große Rechtsaußen in der Saison 2014/15 seine ersten Spiele in der Ligue Nationale de Handball, musste aber am Saisonende in die zweite französische Liga absteigen. Ein Jahr darauf gelang der direkte Wiederaufstieg. 2017 stieg die Mannschaft erneut ab. Lenne wechselte daraufhin für eine Ablöse von 50000 Euro zum FC Barcelona, bei dem er einen Vierjahresvertrag unterschrieb. Mit Barça gewann er 2017/18 die Liga ASOBAL, die Copa ASOBAL, die Copa del Rey, die Supercopa Asobal und den IHF Super Globe. In der Saison 2018/19 wurde er an den französischen Erstligisten Pays d’Aix UC ausgeliehen. Im Sommer 2019 nahm ihn der französische Rekordmeister Montpellier Handball für vier Jahre unter Vertrag. Zwischenzeitlich wurde dieser bis 2024 verlängert. Mit Montpellier unterlag er im Finale der Coupe de France 2021 Paris Saint-Germain mit 26:30. Mit Montpellier gewann er 2025 die Coupe de France.
Zur Saison 2025/26 wechselte er zum ungarischen Rekordmeister One Veszprém HC.

### Nationalmannschaft
Mit der französischen Jugend- bzw. Juniorennationalmannschaft gewann Lenne Gold bei der U-18-Europameisterschaft 2014, Gold bei der U-19-Weltmeisterschaft 2015, Bronze bei der U-20-Europameisterschaft 2016 und Bronze bei der U-21-Weltmeisterschaft 2017.
In der französischen A-Nationalmannschaft debütierte Lenne mit drei Toren beim 37:20 gegen Litauen am 3. November 2016 in Pau. Bei der Europameisterschaft 2022 warf er 19 Tore in neun Partien und belegte mit Frankreich den vierten Platz. Bei der Weltmeisterschaft 2023 gewann er mit Frankreich die Silbermedaille. Bei der Europameisterschaft 2024 gewann er mit Frankreich die Goldmedaille, dabei kam er in sieben Spielen zum Einsatz und warf 14 Tore.
Insgesamt bestritt er bisher 56 Länderspiele, in denen er 111 Tore erzielte.

## Privates
Sein Bruder Arthur Lenne (* 2001) ist Kreisläufer und spielt ebenfalls bei Montpellier.